# Annejet van der Zijl

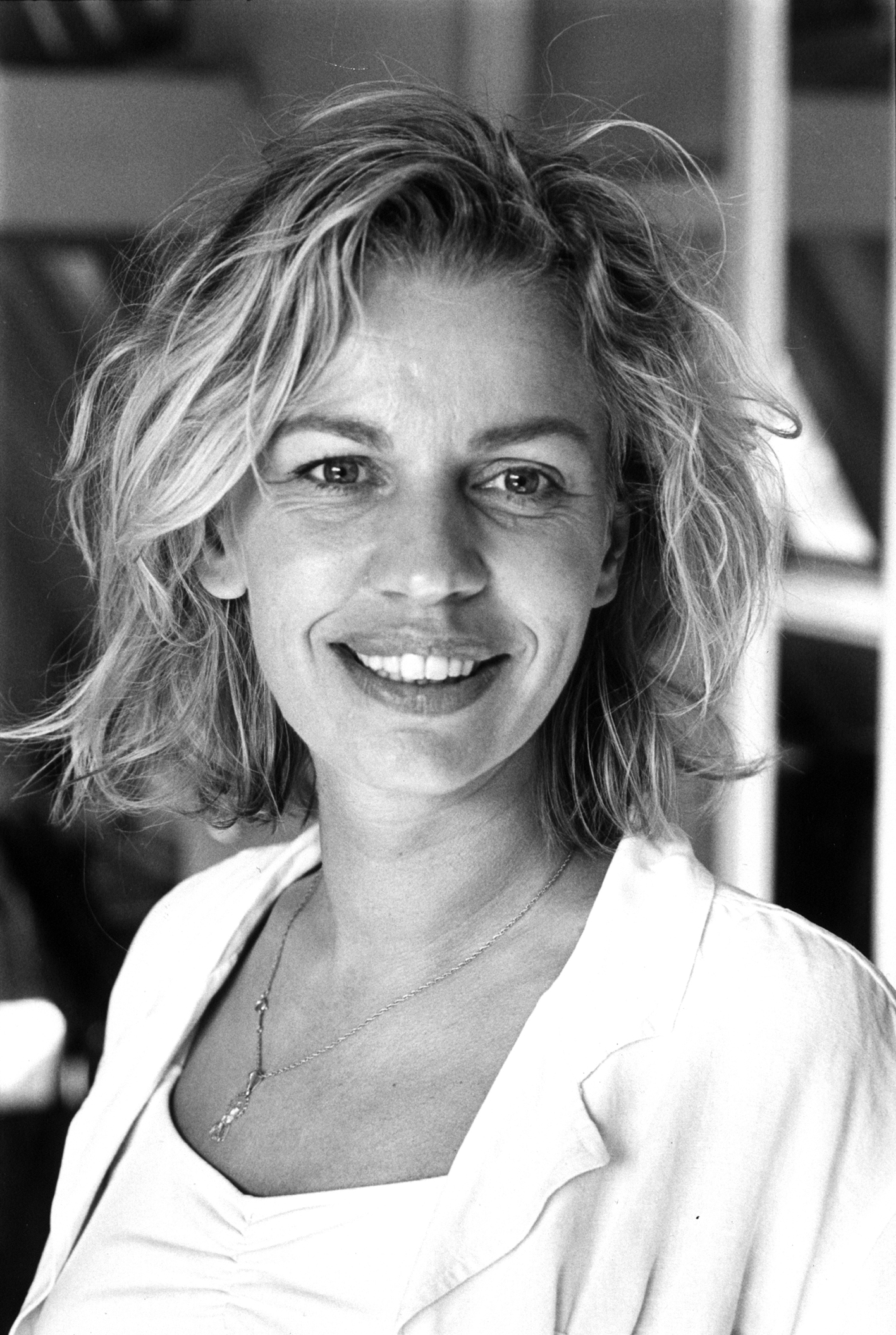
Annejet van der Zijl

Annajetske van der Zijl, detta Annejet (Leeuwarden, 6 aprile 1962), è una giornalista e scrittrice olandese.

## Biografia
Cresciuta in Frisia in una famiglia di insegnanti, studiò comunicazione di massa all'Università di Amsterdam e successivamente conseguì un master in giornalismo internazionale alla City University di Londra. Dopo vari stage fra Paesi Bassi e Regno Unito, venne assunta alla rivista HP/De Tijd, dove si specializza in ritratti di personaggi famosi e ricostruzioni di eventi passati.
Nel 1998 pubblicò il suo primo libro, Jagtlust, che tratta delle ville della rinomata zona di Het Gooi. L'anno successivo, si licenziò da HP/De Tijd e iniziò a lavorare sulla biografia postuma della nota scrittrice olandese Annie M. G. Schmidt, su richiesta del figlio della stessa, Flip van Dujn. Anna la portò nel 2003 a vincere il Zeeuwse Boekenprijs.
Nel 2004, pubblicò un altro libro di enorme successo, Sonny Boy, sulla storia vera di un amore proibito fra un giovane studente del Suriname e una donna sposata olandese, avvenuta durante la fine degli anni trenta e lo scoppio della Seconda guerra mondiale. Il romanzo, pubblicato anche in Germania, Italia, Turchia e Svezia, vinse nel 2006 il Littéraire Witte Prijs e ne fu tratto un film, uscito nel 2011 e diretto da Mary Peters.
Nel 2010, pubblicò il suo quarto libro, Bernhard, een verborgen geschiedenis, una biografia del Principe Bernardo dei Paesi Bassi (padre dell'attuale Regina dei Paesi Bassi Beatrice), in cui si chiariscono le sue origini e il suo fiancheggiamento alla Germania nazista. Il suo lavoro è stato premiato con il M.J. Brusseprijs per il miglior libro d'inchiesta giornalistica, oltre che con il dottorato di ricerca (in Storia) dell'Università di Amsterdam.
L'8 gennaio 2012 ha vinto anche il Gouden Ganzenveer.

## Libri
- (NL) Jagtlust, Amsterdam, J.M. Meulenhoff, 1998, ISBN 90-290-5755-6.
  - (NL) Jagtlust, 2ª ed. riveduta, Amsterdam, Nijgh & Van Ditmar, 2005, ISBN 90-388-8732-9.
- (NL) Anna, Amsterdam, Nijgh & Van Ditmar, 2002, ISBN 90-388-8752-3.
- (NL) Sonny Boy, Amsterdam, Nijgh & Van Ditmar, 2004, ISBN 90-388-8735-3.
  - (NL) Sonny Boy & De dageraad, Amsterdam, Nijgh & Van Ditmar, 2009, ISBN 90-388-8735-3.
- (NL) Bernhard, een verborgen geschiedenis, Amsterdam, Em. Querido's Uitgeverij, 2010, ISBN 978-90-214-3764-4.

## Premi
- Zeeuwse Boekenprijs: 2003[1]
- Littéraire Witte Prijs: 2006[3]
- M.J. Brusseprijs: 2011[5]
- Gouden Ganzenveer: 2012[6]